# Chiesa di Santa Dorotea
(Iscrizione sulla facciata)
La chiesa dei Santi Silvestro e Dorotea è un luogo di culto cattolico del centro storico di Roma situato nel rione Trastevere, in via di Santa Dorotea, 23. Dal 12 giugno 2014 insiste su di essa il titolo cardinalizio di Santa Dorotea.

## Storia
L'attuale chiesa è stata edificata sull'area dove sorgeva una chiesa medievale, attestata da una bolla di papa Callisto II del 1123 col nome di Sancti Silvestri iuxta portam Septimianam, e conosciuta nel XIV secolo col nome di San Silvestro della malva; dal 1445 essa assunse la doppia denominazione di San Silvestro e Santa Dorotea.
In occasione dell'Anno Santo del 1475 la chiesa medievale venne distrutta e ne fu costruita una nuova, dedicata alla sola Santa Dorotea, martire cristiana sotto l'imperatore Diocleziano. In alcuni locali annessi alla sacrestia dimorarono Gaetano di Thiene e Giuseppe Calasanzio, che qui gettarono le fondamenta dei loro rispettivi Ordini. Nel 1738 la chiesa fu affidata ai padri Conventuali che la demolirono nel 1750 e sei anni dopo ne costruirono una nuova con un ampio convento annesso. La fabbrica della chiesa fu affidata a Giovanni Battista Nolli, che è sepolto alla base dell'altare maggiore.
Secondo l'uso del tempo, fino al 1870, si solevano affiggere sulla porta di questa chiesa in un cartello i nomi di coloro che non avevano adempiuto al precetto pasquale.

## Descrizione

### Arte e architettura

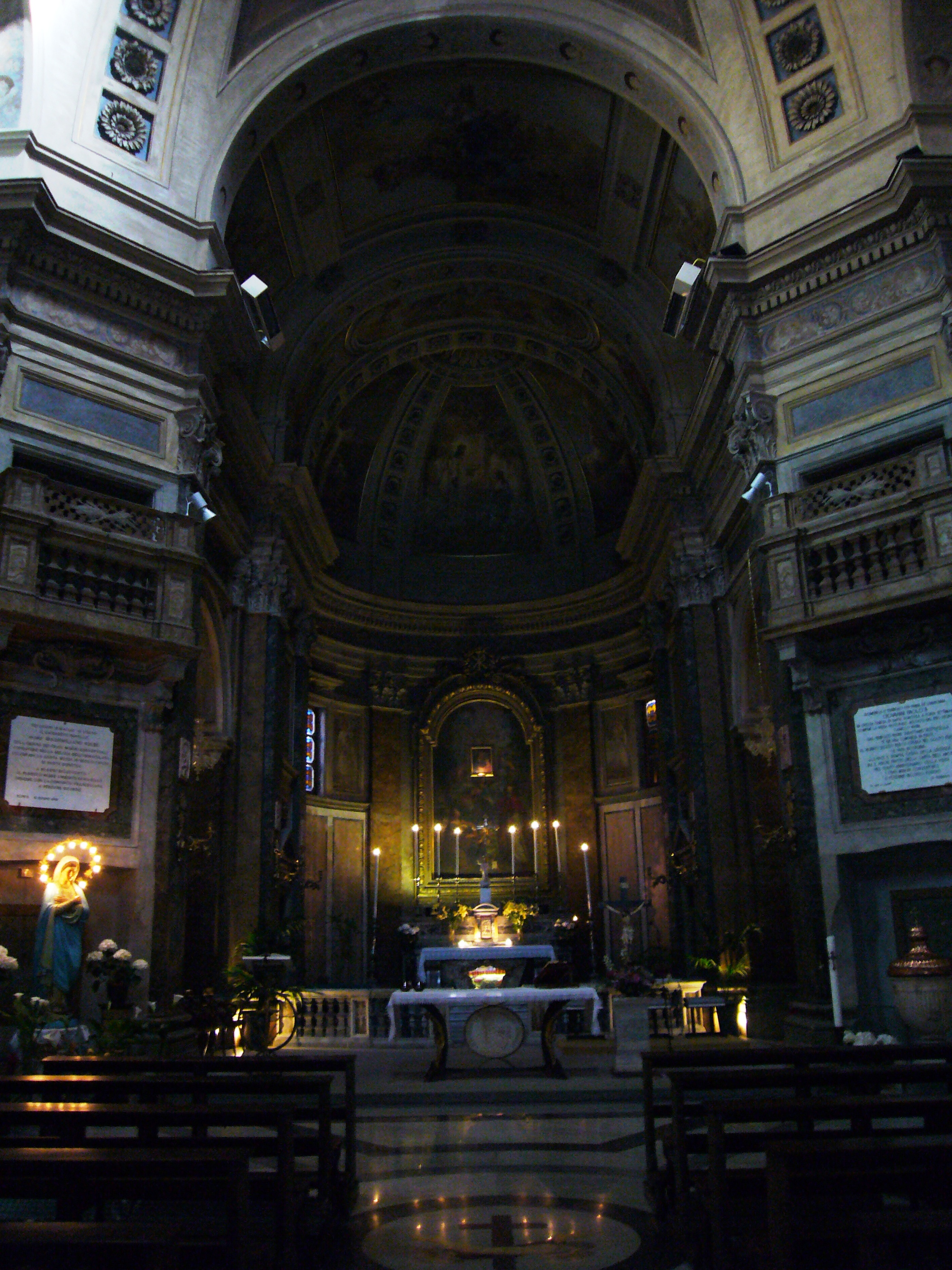
Interno

La facciata della chiesa è leggermente concava ed è a capanna. Al di sopra del portone vi è un'iscrizione che ricorda i due santi a cui anticamente fu dedicata la chiesa. Il frontone con cui termina la facciata poggia su un piccolo attico con due finestre che si aprono sul cornicione idealmente sorretto da paraste composite.
L'interno della chiesa è a croce latina, con navata sia prima, sia dopo la crociera, con quattro altari laterali; sia la navata, sia il transetto sono coperti con volta a botte, affrescata con le Storie di Santa Dorotea e dei santi francescani: San Francesco, San Bonaventura, Santa Chiara, San Giuseppe da Copertino e Sant'Antonio da Padova di Gaetano Bocchetti. La navata termina con l'abside semicircolare, illuminata da due finestre rettangolari, con al centro l'altare maggiore marmoreo, sotto il quale sono custodite le reliquie di Santa Dorotea. Il nuovo affresco, su tavola, che ripresenta il martirio della giovane santa è del Maestro Gino Terreni, di Empoli. Nell'ancona, si trova la tela Santa Dorotea e San Silvestro di Michele Bucci, all'interno del quale è inserito il quadro della Madonna del Divino Amore. L'altare del braccio destro del transetto è dedicato a Sant'Antonio da Padova ed ospita la pala Sant'Antonio di Lorenzo Gramiccia; quello del braccio di sinistra, invece, è dedicato a San Francesco d'Assisi ed ospita la pala Estasi di San Francesco di Liborio Marmorelli. La crociera è coperta con una cupola ottagonale con lanterna, sorretta da quattro pilastri, ognuno dei quali presenta un coretto.
Presso la chiesa vi è una piccola cappella dedicata alla Vergine Desolata.

### Organo a canne
Sulla moderna cantoria in controfacciata, si trova l'organo a canne della chiesa, costruito dai Fratelli Ruffatti durante il pontificato di Paolo VI.
Lo strumento è a trasmissione elettrica, con mostra, priva di cassa, composta da canne di principale disposte a palizzata con bocche a mitria, ed ha la consolle, avente due tastiere di 61 note ciascuna e pedaliera concavo-radiale di 32 note, in cantoria.